# وسوسه سنت تونی
وسوسه سنت تونی (استونیایی: Püha Tõnu kiusamine) فیلمی در ژانر درام به کارگردانی ویکو اوونپو است که در سال ۲۰۰۹ منتشر شد. از بازیگران آن می‌توان به تاوی الما و دونی لوان اشاره کرد.